# Ibón de Marboré
L'ibón de Marboré, ibón de Marmorés o estany de Pineta, és un ibón profund i d'aigües alcalines i de molt bona qualitat ecològica i físico-química, d'origen glacial del Pirineus aragonès, situat al terme municipal de Bielsa al Parc nacional d'Ordesa i Mont Perdut. És un dels més coneguts del Pirineu i està a una alçada de 2.590 metres sobre el nivell del mar, prop de la frontera amb França. Es troba en un altiplà rodejat per diversos tresmils Mont Perdut, Cilindre de Marboré, Pic de Marboré, Astazu Oriental i Occidental, etc. Al costat de l'estany, a la Forqueta de Tuca Roya i a 2666 metres hi ha el Refugi de Tucarroya construït pel Club Alpí Francès de Lourdes en 1893, restaurat en 1999, marcant la línia fronterera amb França.
L'any 1983 es va construir una presa al desguàs de l'estany per a la producció d'energia.

## Accés
A l'aparcament de Pineta cal anar direcció als Llanos de La Larri, una vegada travessat el riu Cinca cal ascendir fins al Balcó de Pineta i a 20 minuts trobarem l'Ibón de Marboré, després de salvar 1.290 metres de desnivell.